# 八咫烏

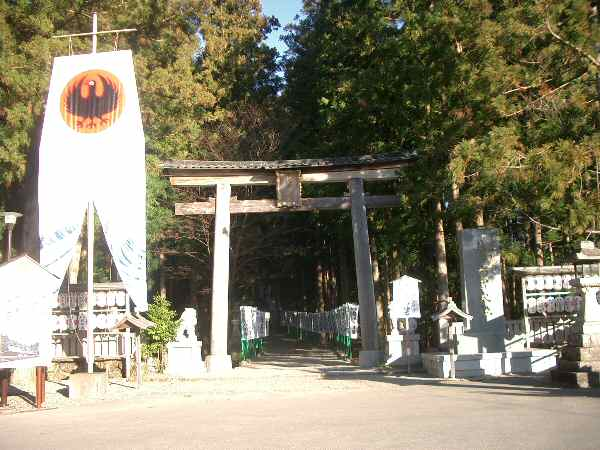
熊野本宮大社鳥居旁的八咫烏之旗

八咫烏（日语：／ Yatagarasu (Yatanokarasu) */?）乃日本神話故事神武東征之際，受高皇產靈神和天照大神之命，從熊野國到大和國為神武天皇帶路的烏鴉，一般描繪為三隻腳的形象。

## 概要
在熊野三山，烏鴉作為「ミサキ」神（神使）受到信仰，日本神話中登場的八咫烏被視為太陽的化身。近世以前常用在起請文的熊野牛玉寶印繪有烏鴉。《新撰姓氏錄》中，八咫烏是高皇產靈尊的曾孫賀茂建角身命的化身，之後成為鴨縣主之祖，故奈良縣宇陀市榛原區的八咫烏神社以賀茂建角身命為祭神。此外，八咫烏也是戰國時代紀伊國的雜賀眾鈴木家的旗印。

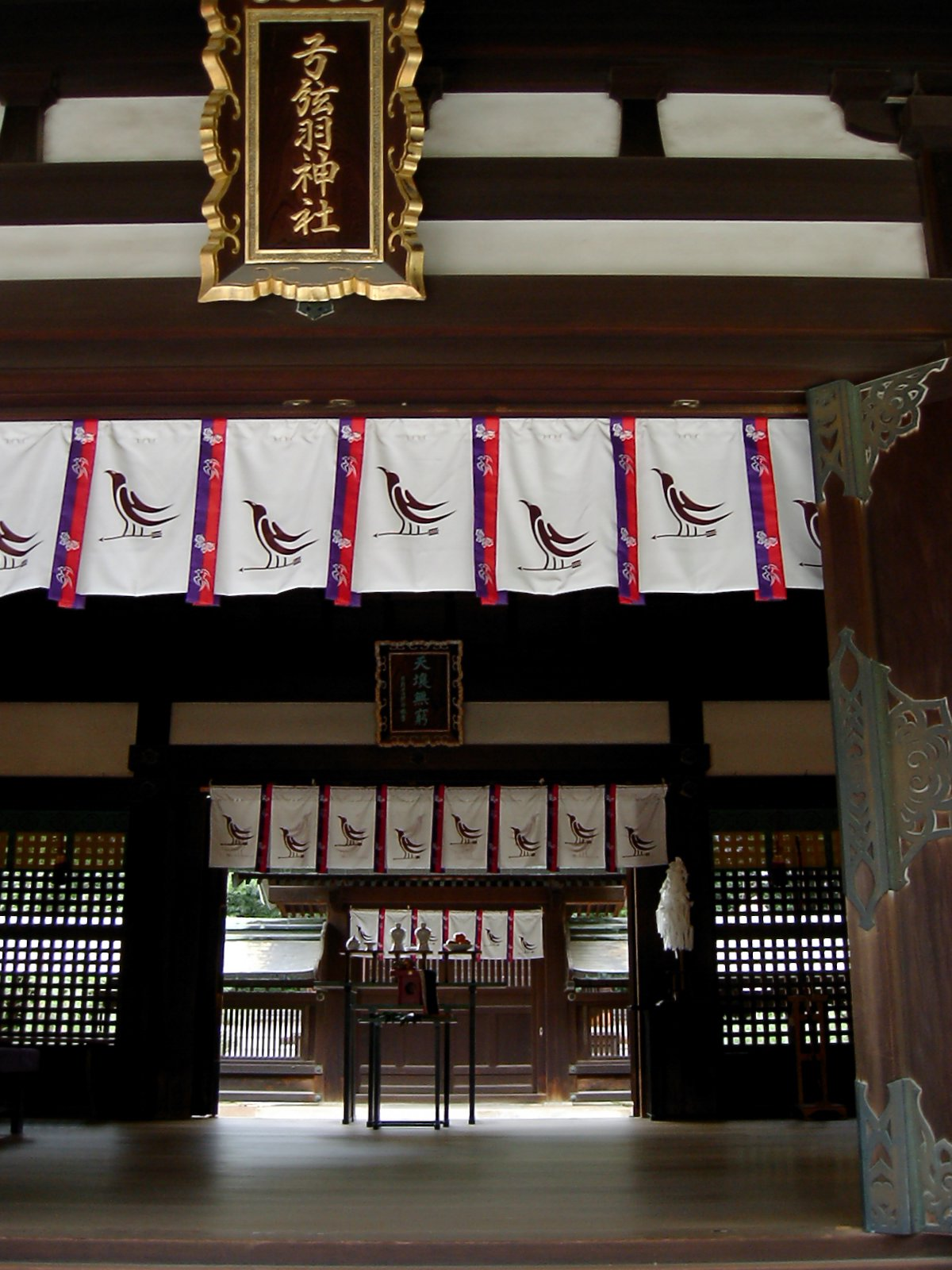
弓弦羽神社（日语：弓弦羽神社）之八咫烏

## 和金鵄的關係

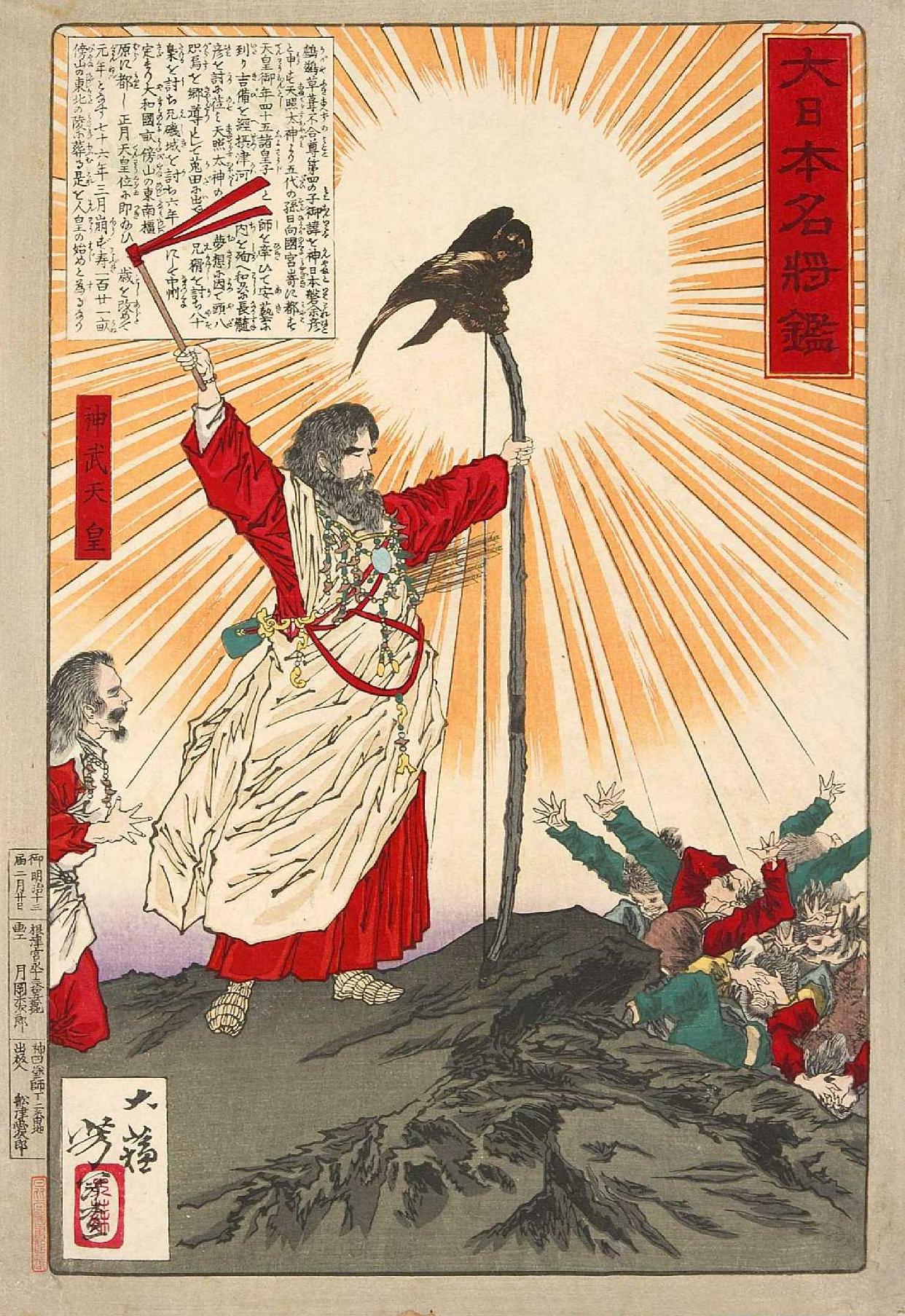
月岡芳年《大日本名將鑑》的「神武天皇」。場面是金鵄，但是圖卻是黑色的「金鵄」。

《記紀》二書曾提到八咫烏，在《日本書紀》中神武東征時，在天皇和長髓彦作戰之際，協助神武天皇的金鵄（金色的鳶）經常被混淆為八咫烏。

## 象徵
在現代，八咫烏成為日本足球協會等組織的象徵。

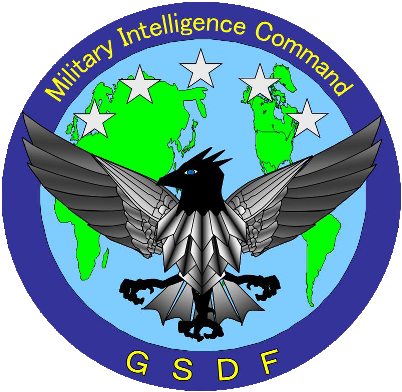
陸上自衛隊中央情報隊（日语：中央情報隊）隊徽

## 小行星
群馬縣大泉町的天文家小林隆男將1997年發現的小行星（臨時編號1997 AY1）命名為「八咫烏」，2004年8月9日以（9106）八咫烏之名登錄。

## 關連項目
- 三足烏
- 八咫鏡
- 賀茂建角身命
- 八咫烏 (小行星)
- 弓弦羽神社（日语：弓弦羽神社）
- 等彌神社（日语：等彌神社）
- 鴉宮
- 本宮町 (和歌山縣)（日语：本宮町_(和歌山県)） 熊野本宮大社
- 新宮市 熊野速玉大社
- 那智勝浦町 熊野那智大社

## 外部連結
- 日本足球協會 組織|概要（页面存档备份，存于）
- 八咫烏神社（奈良縣宇陀市）（页面存档备份，存于）